# Хачатуров, Азат Алексеевич
Азат Алексеевич Хачатуров (род. 9 мая 1945) — советский военачальник. Участник боевых действий в Афганистане и Чечне. Помощник командующего, начальник управления по работе с личным составом ПУрВО. Инспектор группы (инспекторов) ОСК ЮВО. Кандидат исторических наук (1991). Генерал-майор.

## Биография
Родился 9 мая 1945 года в г. Тбилиси Грузинской ССР.
После 8-го класса работал слесарем-сантехником, одновременно учился в школе рабочей молодёжи г. Владикавказа.

### Образование
В 1966 году окончил Оренбургское зенитно-артиллерийское училище.
В 1977 году окончил с золотой медалью Военно-политическую академию им. В. И. Ленина.

### Прохождение службы
В течение 5 лет проходил службу на освобожденных должностях комсомольской работы (Дальневосточный военный округ).
Занимал должности: заместителя командира по политической части полка ГСВГ (3 года), заместителя начальника политического отдела дивизии ГСВГ (2 года).
Начальника политического отдела дивизии ПрикВО и военного училища ТуркВО (6 лет).
4 года занимал должность инспектора политического управления Сибирского и Туркестанского военных округов.
7 лет был заместителем начальника политического управления и помощником командующего — начальником управления по работе с личным составом ПУрВО.
В 1991 году защитил диссертацию кандидата исторических наук.
Участник боевых действий в Афганистане и Чечне.
В 1994 году командовал миротворческими силами РФ в Приднестровье.
Награждён орденами «За службу Родине в ВС СССР» 2-й и 3-й степени, «Слава» Республики Афганистан, а также более 20
Автор 3 книг и более 30 публикаций по военно-патриотической тематике.

### После военной службы
После увольнения в запас в 1998 году работал директором комбината питания (2 года), затем генеральным директором ЗАО «РЭД СТАР» (9 лет) в г. Самаре.
С 2011 года — инспектор Группы инспекторов ОСК ЦВО, с 2014 года — Инспектор Группы инспекторов Объединённого стратегического командования Южного военного округа Министерства обороны Российской Федерации. Оказывает содействия командирам в боевой и оперативной подготовке войск, работе с личным составом и взаимодействии с общественными объединениями ветеранов Вооруженных Сил Российской Федерации. Как инспектор, активно участвует в работе по государственно-патриотическому воспитанию военнослужащих и военно-патриотическому воспитанию молодежи.

## Награды
- Орден Красного Знамени
- Орден Красной Звезды
- Орден «За службу Родине в Вооружённых Силах СССР» 2-й степени
- Орден «За службу Родине в Вооружённых Силах СССР» 3-й степени
- Медаль «За укрепление боевого содружества»
- Юбилейная медаль «Двадцать лет Победы в Великой Отечественной войне 1941—1945 гг.» (7 мая 1965[3])
- Юбилейная медаль «Сорок лет Победы в Великой Отечественной войне 1941—1945 гг.»[4]
- Юбилейная медаль «50 лет Победы в Великой Отечественной войне 1941—1945 гг.»[5]
- Юбилейная медаль «300 лет Российскому флоту»
- Медаль «Ветеран Вооружённых Сил СССР»
- Юбилейная медаль «40 лет Вооружённых Сил СССР»[6]
- Юбилейная медаль «50 лет Вооружённых Сил СССР» (26 декабря 1967[7])
- Юбилейная медаль «60 лет Вооружённых Сил СССР»[8]
- Юбилейная медаль «70 лет Вооружённых Сил СССР»[9]
- Медаль «За безупречную службу» I степени
- Медаль «За безупречную службу» II степени
- Медаль «За безупречную службу» III степени
- Медаль «За ратную доблесть»
- Другими медалями СССР, ГДР и Афганистана.

## Галерея

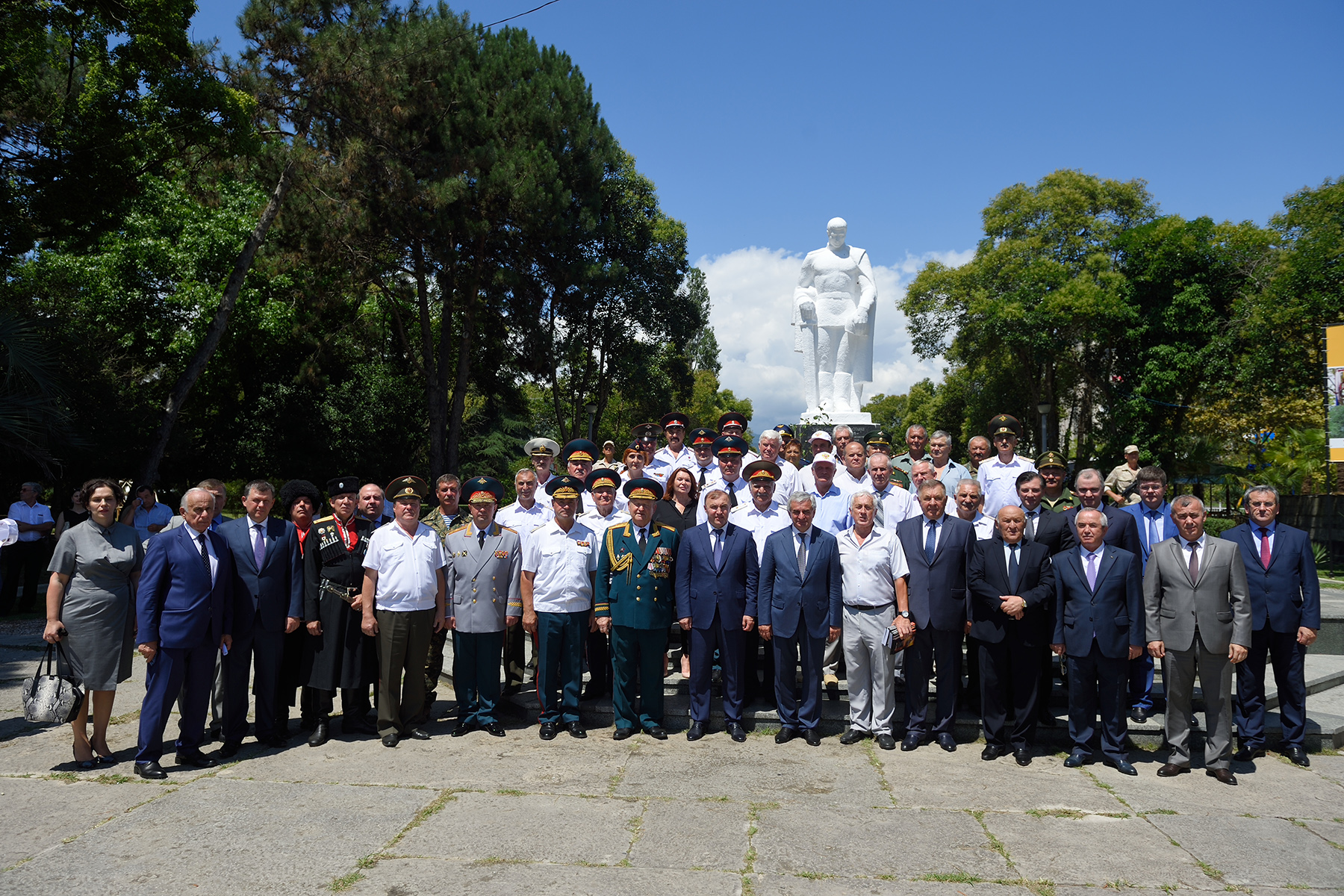
Президент Абхазии и Глава Республики Адыгея у памятника Неизвестному солдату. Сухум 2018.
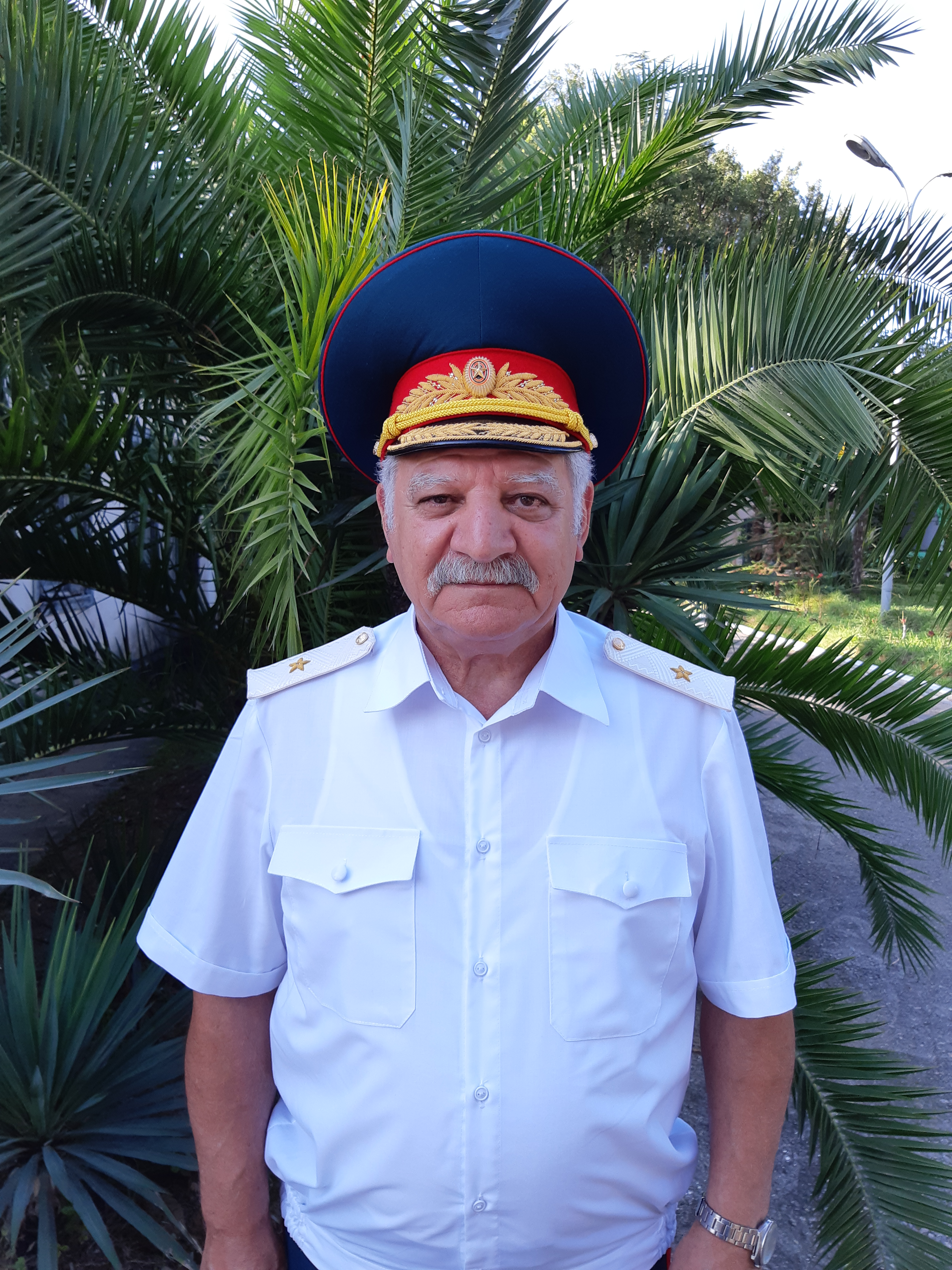
Хачатуров Азат Алексеевич. Гудаута 2018.